# رونالد هايمان
رونالد هايمان (بالإنجليزية: Ronald Hayman)‏ هو كاتب سير بريطاني، ولد في 4 مايو 1932 في بورنموث في المملكة المتحدة، وتوفي في 20 يناير 2019.

## وصلات خارجية
- رونالد هايمان على موقع أرشيف الشارخ.